# Steenberg Beerenbosch
De Steenberg Beerenbosch is een kunstmatige heuvel en voormalige steenberg in de Nederlandse gemeente Kerkrade. De heuvel was oorspronkelijk de steenstort van de kolenmijn Domaniale mijn.

## Geografie
De heuvel ligt in het westen van de gemeente in het Berenbos. Ten noorden van de heuvel ligt Haanrade, ten westen Chevremont en ten zuidwesten het Rolduckerveld. De steenberg ligt op de noordoostelijke rand van het Plateau van Kerkrade en ten noordwesten ligt het Wormdal.

## Geschiedenis
Voor de komst van de mijnbouw was het gebied een open landbouwgebied.
In 1905 werd de luchtschacht Beerenbosch I van de Domaniale mijn aangelegd en in 1917 volgde de Beerenbosch II waarmee ook steenkool naar boven werd gehaald. Met de ontginning van de steenkolenlagen van het Zuid-Limburgs steenkoolbekken ontstond er ook onbruikbaar steenafval afkomstig uit de steengangen die men via transportbanden op de steenstort deponeerde die ten noordoosten van de mijnschachten lag. In 1934 werd begonnen met de stort van steenafval op deze steenberg en in 1952 werd zuidelijker ook de Steenberg Ham in gebruik genomen.
In 1969 werd de kolenmijn gesloten. Na de mijnsluiting werd besloten om het gebied om te vormen in een natuur- en recreatiegebied. In 1977 begon men met de werkzaamheden, waarbij men de steenberg twintig meter verlaagde en er een plateau overbleef van twaalf hectare. Hierop werd in 1984-1985 een laag teelaarde aangebracht. Dit plateau is sindsdien begroeid met bomen.
Anno 1974 had de steenberg een oppervlakte van ongeveer 3,5 hectare, met een hoogte van 40 meter en een massa van 1,6 miljoen ton. In 1967 lag het hoogste punt op ongeveer 48 meter boven het maaiveld.